# Adrenochrom
Adrenochrom – organiczny związek chemiczny, pochodna adrenaliny. Stosowany jest jako pigment, aminochrom i hemostatyk. 

## Synteza
Adrenochrom jest syntezowany poprzez utlenianie adrenaliny. In vivo substratami są adrenalina lub noradrenalina. Reakcja jest katalizowana metalami przejściowymi (np.: miedzią) lub odpowiednimi enzymami.
In vitro, jako utleniacz, używany jest tlenek srebra (Ag
2O). Optymalne pH roztworu wodnego wynosi 4.
Możliwa jest także reakcja adrenaliny z reagentem Fentona, czyli roztworem soli żelaza (Fe2+
) i nadtlenku wodoru (H
2O
2). Jony żelaza(II), w obecności wody utlenionej, pełnią rolę katalizatora tej reakcji. W tym przypadku zalecanym pH jest 4,5, a wraz z jego wzrostem, spada efektywność reakcji.

## Działanie psychodeliczne
Wiele kontrowersji budzi uznawanie adrenochromu za psychodelik. Mimo że ma on działanie psychoaktywne, większość badaczy uważa, że stanów doświadczanych po jego zażyciu nie należy klasyfikować do grupy psychodelicznych. Efekty przezeń powodowane to:
- euforia,
- rozkojarzenie,
- „gonitwa myśli”.

Podczas jednego z badań, biorący w nim udział porównywali działanie adrenochromu do psylocybiny i LSD.

## Hipoteza schizofrenii
Badania z połowy XX w. wykazały, że adrenochrom jest metabolizowany do jednej z dwu innych substancji: leukoadrenochromu lub adrenolutynu. Leukoadrenochrom reguluje działanie lękowe i depresyjne adrenaliny, aby zmniejszyć irytację i uczucie presji. Wadliwe przyswajanie adrenochromu skutkuje produkcją głównie toksycznego adrenolutynu, który reaguje z adrenochromem. Dr Abram Hoffer i Humphry Osmond uważają, że kombinacja tych związków utrudnia naturalne procesy chemiczne w mózgu. Owe „utrudnienia”, odwołując się do ich hipotezy, mogą być odpowiedzialne za objawy schizofrenii.

## Adrenochrom w kulturze masowej

### Filmy i książki
Hunter S. Thompson, autor książki Lęk i odraza w Las Vegas (w Polsce znanej głównie dzięki jej ekranizacji – Las Vegas Parano), wspomina o adrenochromie. Jest on w niej otrzymywany z nadnerczy żyjących dawców (usunięcie ich powoduje śmierć dawcy; nie mogą być transplantowane ze zwłok). Thompson opisał w następujący sposób osobiste wrażenia po spożyciu tego związku: pierwsze wrażenie było podobne do kombinacji meskaliny i metamfetaminy.
Thompson zwrócił też uwagę, że owa substancja powoduje wzrost temperatury ciała i może prowadzić do paraliżu. Scena z adrenochromem pojawia się również w filmie. W komentarzu, dołączonym do wydania DVD, reżyser Terry Gilliam zaznacza, że scena ta zarówno w książce, jak i w jego filmie, jest wypaczona – poddana hiperbolizacji.
W książce Mechaniczna pomarańcza (A Clockwork Orange) i filmie o tym samym tytule, narkotyk, znany na ulicy jako drencrom, prawdopodobnie jest odwołaniem do adrenochromu.
Związek ten pojawia się także w pierwszym odcinku serialu kryminalnego Lewis (Whom the Gods Would Destroy (2007). Inspektor Lewis odkrywa serię morderstw obracających się wokół śmierci prostytutki. Została ona zabita przez grupę absolwentów Oxfordu, w celu zdobycia dużej ilości adrenochromu.
Audycja radiowa Aleksa Jonesa odnosi się do adrenalchromu. Jest on obrońcą teorii spiskowej, że ten narkotyk jest pozyskiwany z szyszynek „umęczonych niewolników” (niedaleko od „punktu śmierci”) i jest używany przez członków „tajnego stowarzyszenia” w celach rekreacyjnych.
W książce Aldousa Huxleya – „Drzwi percepcji” (The Doors of Perception) adrenochrom porównywany jest do LSD i meskaliny.

### Muzyka
Zespół The Sisters of Mercy nagrał piosenkę pod tytułem Adrenochrome. Utwór pojawił się na albumie Some Girls Wander by Mistake.

### Teorie spiskowe
Ta sekcja opisuje teorie, metody lub czynności niezgodne ze współczesną wiedzą naukową.
Według niektórych teorii spiskowych, wiązanych z ruchem QAnon, adrenochrom jest eliksirem młodości, a pozyskuje się go z ciał torturowanych dzieci. Korzystać z niego miałyby liberalne elity polityczne i osoby ze świata filmu. 
Dowodem na prawdziwość teorii spiskowej o adrenochromie miałby być fakt, że pewien procesor graficzny, błędnie przypisany firmie Google (w rzeczywistości to seria procesorów graficznych stworzona przez Qualcomm), nazywa się Adreno, zaś przeglądarka Google'a nazywa się Chrome, co razem łączy się w nazwę AdrenoChrome.